# Franco La Cecla
 (avril 2020).
Si vous disposez d'ouvrages ou d'articles de référence ou si vous connaissez des sites web de qualité traitant du thème abordé ici, merci de compléter l'article en donnant les références utiles à sa vérifiabilité et en les liant à la section « Notes et références ».
Franco La Cecla (né en 1950 à Palerme) est un anthropologue italien.

## Biographie
Franco La Cecla a enseigné à l’université de Bologne, à l’université de Palerme, à l’université IUAV de Venise ainsi qu’à Berkeley, à Vérone, à l’École des hautes études en sciences sociales, à l’Université polytechnique de Catalogne et à l’École polytechnique fédérale de Lausanne.

## Publications
- Mente locale. Per un'antropologia dell'abitare, Eleuthera, 1995
- Saperci fare. Corpi e autenticità, Eleuthera, 1999
- Bambini per strada, FrancoAngeli, 1999
- Perfetti e invisibili, l'immagine dell'infanzia nei media, Skira, 2000
- La pasta e la pizza, Il Mulino, 2002
- Jet-Lag, Bollati Boringhieri, 2002
- Bruce Chatwin in Afghanistan, Bruno Mondadori, 2002
- Lasciami. Ignoranza dei congedi, Ponte delle Grazie, 2003
  - Je te quitte, moi non plus ou l'art de la rupture amoureuse, Calmann-Lévy, 2004
- Mente locale, Eleuthera, 2004
- Le frontiere dell'Afghanistan, Patron, 2004
- Perdersi, Laterza, 2005
- Light in the box, le culture della televisione, Motta, 2005
- Il malinteso. Antropologia dell'incontro, Laterza, 2005
  - Traduction en français : Le Malentendu, Balland, 2002
- Surrogati di presenza. Media e vita quotidiana, Mondadori, 2006
- La moda rende felici, per mezz'ora almeno, Ponte alle Grazie, 2006
- Contro l'Architettura, Bollati Boringhieri, 2008
  - Traduction en français : Contre l'architecture, Arléa, 2010
- L'Ape, antropologia su tre ruote, Eleuthera, 2009
- De paura, dizionario aggiornato della paura, Gea Schirò, 2009
- Modi Bruschi, antropologia del maschio, Eleuthera, 2010
  - Traduction en français : Ce qui fait un homme. Anthropologie de la masculinité, Liana Levi, 2002
- Il punto G dell'uomo: desiderio al maschile, Nottetempo, 2011